# Mike Park
Mike Park (Seoel) is een Amerikaanse muzikant en activist. Park is het meest bekend voor zijn werk in de bands Skankin' Pickle en The Chinkees. Hij heeft ook gespeeld in onder andere Ogikubo Station, The Bruce Lee Band en Shaken 69 en heeft daarnaast een solo-carrière als muzikant. Verder is Park eigenaar van het platenlabel Asian Man Records, een label dat zich vooral richt op ska- en punkbands. Naast zijn werk als muzikant en plateneigenaar, is Park ook de eigenaar van de door hem opgerichte Plea for Peace Foundation, een niet-gouvernementele organisatie die pacifisme en antiracisme promoot.

## Biografie
Park werd geboren in Seoel, waarna hij met zijn ouders naar de Verenigde Staten verhuisde toen hij vier maanden oud was. Hij groeide vervolgens op in Silicon Valley (Californië) waar hij tijdens zijn opleiding als hoofdvak muziek volgde.
Zijn muziekcarrière begon in de herfst van 1985 met zijn eerste band, genaamd Psychiatric Disorder. Hij verliet deze band echter vrij snel en ging vervolgens in 1989 met Skankin' Pickle spelen. In 1996 richtte hij zijn platenlabel Asian Man Records op. Toen Skankin' Pickle in 1997 werd opgeheven, richtte hij The Chinkees op, een band alleen bestaande uit Koreaans-Amerikaanse artiesten. In november 2003 bracht Park For the Love of Music uit, zijn eerste soloalbum. Zijn tweede akoestische soloalbum North Hangook Falling werd twee jaar later uitgebracht. Later volgden nog Mike Park (2009) en Smile (2011).

## Plea for Peace Foundation
De Plea for Peace Foundation werd door Park opgericht in 1999. De organisatie opereert vanuit San Jose en heeft als doel om linkse en pacifistische ideeën te verspreiden via muziek. Aanvankelijk organiseerde Plea for Peace alleen concerten en tournees. In 2000 gaf de organisatie samen met Asian Man Records het compilatiealbum Plea for Peace uit, wat gevolgd werd door Plea for Peace Volume Two in 2007. In 2009 opende de organisatie de deuren van een nieuw jongerencentrum in Stockton.

## Discografie
Deze beknopte discografie behandelt alleen studioalbums. Park heeft naast deze albums een reeks singles en ep's en andere albums op zijn naam staan.
| Jaar               | Titel                                 | Label                              |
| Solo               | Solo                                  | Solo                               |
| ------------------ | ------------------------------------- | ---------------------------------- |
| 2003               | For the Love of Music                 | Sub City Records Asian Man Records |
| 2005               | North Hangook Falling                 | Sub City Records Asian Man Records |
| 2011               | Smile                                 | Asian Man Records                  |
| Skankin' Pickle    |                                       |                                    |
| 1991               | Skafunkrastapunk                      | Dill Records                       |
| 1992               | Skankin' Pickle Fever                 | Dill Records                       |
| 1994               | Sing Along With Skankin' Pickle       | Dill Records                       |
| 1996               | The Green Album                       | Dr. Strange Records                |
| The Chinkees       |                                       |                                    |
| 1998               | The Chinkees …Are Coming!             | Asian Man Records                  |
| 1999               | Peace Through Music                   | Asian Man Records                  |
| 2001               | Searching for a Brighter Future       | Asian Man Records                  |
| The Bruce Lee Band |                                       |                                    |
| 1995               | The Bruce Lee Band                    | Asian Man Records                  |
| 2014               | Everything Will Be Alright, My Friend | Asian Man Records                  |
| 2022               | One Step Forward. Two Steps Back.     | Asian Man Records                  |
| Ogikubo Station    |                                       |                                    |
| 2018               | We Can Pretend Like                   | Asian Man Records                  |

- Library of Congress Control Number: no2008130938
- MusicBrainz: dc9e478d-9078-4653-a539-8a993221f66b
- Virtual International Authority File: 44119231
- WorldCat: E39PBJxGXDfxF6KbhTJfkMvJXd